# Chapelle-Royale
Chapelle-Royale é uma comuna francesa na região administrativa do Centro, no departamento Eure-et-Loir. Estende-se por uma área de 9,95 km². Em 2010 a comuna tinha 307 habitantes (densidade: 30,9 hab./km²).